# Grand lac aux Outardes
Pour les articles homonymes, voir Outarde.
Le Grand lac aux Outardes est un plan d'eau douce traversé par la rivière de la Boiteuse coulant dans le territoire non organisé de Mont-Valin, dans la municipalité régionale de comté (MRC) Le Fjord-du-Saguenay, dans la région administrative de la Saguenay-Lac-Saint-Jean, dans la province de Québec, au Canada.
Le Grand lac aux Outardes est situé dans la partie Nord du territoire de la zec du Lac-de-la-Boiteuse. La foresterie constitue la principale activité économique du secteur. Les activités récréotouristiques arrivent en second.
Une route forestière contourne le lac du côté Est, en passant près du lac Rond, et se connectant vers le Sud au réseau routier provincial. Une seconde route remonte vers le Nord-Ouest passant près du lac Marie et du lac Léon, et desservant la rive Ouest du lac. Ces routes sont particulièrement utiles pour les besoins de la foresterie et des activités récréotouristiques,,.
La surface du Grand lac aux Outardes est habituellement gelée de la fin novembre au début avril, toutefois la circulation sécuritaire sur la glace se fait généralement de la mi-décembre à la fin mars.

## Géographie
Les principaux bassins versants voisins du « Grand lac aux Outardes » sont :
- côté Nord : ruisseau Tarrant, ruisseau aux Écureuils, rivière Péribonka, rivière Shipshaw, lac Onatchiway ;
- Côté Est : rivière de la Boiteuse, lac Vermont, rivière Shipshaw, rivière de la Tête Blanche ;
- côté Sud : lac de la Boiteuse, ruisseau du Dos de Cheval, rivière Shipshaw, rivière Nisipi, lac La Mothe, lac Tchitogama, rivière Saguenay, rivière à l'Ours ;
- côté Ouest : rivière de la Boiteuse, Petit lac aux Outardes, lac Tchitogama, ruisseau Langelier, rivière Péribonka, rivière Brûlée, rivière du Banc de Sable[1].

Le Grand lac aux Outardes est situé entièrement en milieu forestier dans le territoire non organisé de Mont-Valin. Le Grand lac aux Outardes comporte une longueur de 2,7 km, une largeur maximale de 0,9 km et une altitude de 332 m. Ce plan d’eau reçoit du côté Sud les eaux d’un ensemble de petits lacs ; du côté Sud-Ouest la décharge de la partie supérieure de la rivière de la Boiteuse ; du côté Nord, deux décharges d’un ensemble de lacs non identifiés. Ce lac comporte une presqu’île rattachée à la rive Sud-Est s’étirant sur 0,5 km vers le Nord et sur 0,7 km vers le l’Oues.
L’embouchure du Grand lac aux Outardes est localisée au fond d’une baie de la partie Nord-Est du lac, soit à :
- 2,4 km à l’Ouest du lac Vermont ;
- 10,6 km à l’Est de la rivière Péribonka ;
- 6,1 km au Sud-Ouest d’une baie du lac Onatchiway (lequel est traversé par la rivière Shipshaw) ;
- 10,9 km au Nord-Ouest d’une baie du lac Vermont (lequel est traversé par la rivière Shipshaw) ;
- 56,4 km au Nord-Est du centre-ville de Alma ;
- 56,2 km au Nord-Ouest de l’embouchure de la rivière Shipshaw (confluence avec la rivière Saguenay) ;
- 141,2 km au Nord-Ouest de l’embouchure de la rivière Saguenay[1].

À partir de l’embouchure du « Grand lac aux Outardes », le courant descend vers le Nord-Est sur 9,2 km en suivant la rivière de la Boiteuse, traverse le lac Onatchiway sur 21,7 km vers le Nord-Est et vers le Sud-Est jusqu’au barrage, puis emprunte la rivière Shipshaw sur 73,9 km vers le Sud, puis le Sud-Est, pour aller de se déverser sur la rive Nord de la rivière Saguenay.

## Toponymie
Le toponyme « Grand lac aux Outardes » a été officialisé le 18 février 1977 par la Commission de toponymie du Québec.